# Concile de Tours (1163)
Pour les articles homonymes, voir Concile de Tours.
Le concile de Tours de 1163 est le 6e concile de Tours.
Ce concile s'ouvre le 19 mai sous la présidence du pape en exil Alexandre III, qui le réunit à la suite du schisme provoqué en 1159 par l'empereur Frédéric Barberousse, en ouverture duquel Arnoul de Lisieux prononça son sermon le plus important. Il institue une procédure éliminant l'injustice et l'arbitraire de la répression et autorise les princes toulousains et gascons, dans le cadre de la lutte contre les hérétiques, à recourir à la procédure inquisitoire.
Contrairement à un cliché répandu par Quensay, ce concile n'a pas prononcé un anathème sur la chirurgie ; il ne prononça pas non plus la phrase « ecclesia abhorret a sanguine » (l'église a horreur du sang),.

## Participants
Le concile a réuni 17 cardinaux, 124 évêques et 94 abbés, dont :
- Alexandre III, pape
- Hugues de Montlaur, archevêque d'Aix
- Arnoul de Lisieux, évêque de Lisieux
- Aldebert III du Tournel, évêque de Mende
- Robert de Torigni, abbé du Mont-Saint-Michel